# Armand Călinescu meggyilkolása
1939. szeptember 21-én a Horia Sima által vezetett Vasgárda tagjai Bukarestben meggyilkolták Armand Călinescu román miniszterelnököt, aki belügyminiszterként részt vett a Vasgárda elleni akciókban. Korábban már többször terveztek ellene merényletet, többek között a bukaresti Román Athenaeum megtámadását illetve egy Dâmbovița feletti híd bombázását, de ezeket a rendőrség időben leleplezte. Călinescu a szervezet feketelistáján szerepelt Nicolae Titulescu, Dinu Brătianu és Gabriel Marinescu tábornok társaságában.

## Háttere
A Vasgárda 1930. április 12-én alakult meg Corneliu Zelea Codreanu vezetésével. A szervezet, amelynek ideológiájában a nacionalizmus, antiszemitizmus és ortodox misztika keveredett, gyorsan népszerűvé vált. II. Károly román király féltette a hatalmát a vasgárdista mozgalomtól, de a francia és brit kormányzati körök is próbáltak közbenjárni a királynál a mozgalom megfékezése érdekében. 1938-ban a királyi diktatúra bevezetése után Codreanut letartóztatták, és az állambiztonság és a társadalmi rend elleni tevékenységért tíz év kényszermunkára ítélték. 1938 novemberében, miközben II. Károly Hitlernél volt látogatóban, megrendezték Codreanu szökését, és 13 társával együtt megölték. A Vasgárda vezetését Horia Sima vette át. Armand Călinescu, aki miniszterelnöki megbízatás előtt belügyminiszter volt, részt vett a Vasgárda elleni akciókban.

## Előkészítése
Sok kortárs és történész véleménye szerint az akciót a nemzetiszocialista Németország jóváhagyásával és támogatásával hajtották végre. Armin Heinen szerint az 1938-ban Németországba száműzött vasgárdista vezetés az Alfred Rosenberg-féle NSDAP Külügyi Hivataltól és feltehetőleg az SD-től kapott támogatást Călinescu meggyilkolásájoz. A korabeli román rendőrség és a titkosszolgálat jelentése azonban kizárta a gyilkosság német támogatását.
1939. szeptember 1-jén Németország, Olaszország és a Vasgárda képviselői Koppenhágában találkoztak Mihail R. Sturdzával, Románia dániai nagykövetével, aki Sima támogatója volt, hogy megbeszéljék Călinescu meggyilkolását. Felállítottak egy halálbrigádot, amelynek tagjai Dumitru "Miti" Dumitrescu ügyvéd (akit a Gestapo képzett ki), Cezar Popescu, Traian Popescu, Ion Moldoveanu, Ion R. Ionescu diákok és Ion Vasiliu rajzoló voltak.  A brigád tagjai Ploiești környékén találkoztak, és eredetileg úgy tervezték, hogy Călinescut, II. Károly királyt és Marinescu tábornokot egyszerre ölik meg a Prahova völgyében.

## Története

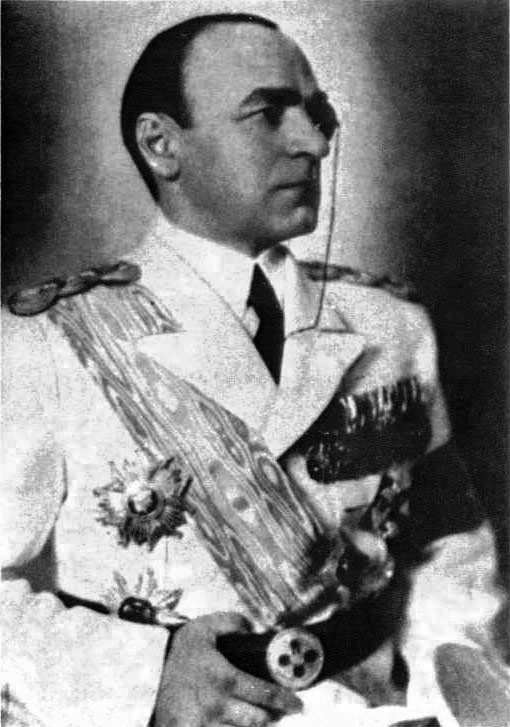
Armand Călinescu (1939)

1939. szeptember 21-én 13:35 óra körül, amikor a miniszterelnök hazafelé tartott a Cotroceni-palotából, Miti Dumitrescu belehajtott Călinescu Cadillacjába. A merénylők kocsijából hat férfi szállt ki, jobb oldalról négyen és baloldalról ketten odaugrottak a miniszterelnök autójához. 
A miniszterelnököt kísérő rendőrtiszt kiszállt, és elővette revolverét, de az egyik merénylő lelőtte. A miniszterelnökre mindkét oldalról automata pisztolyokkal lőttek; összesen húsz lövés érte. A miniszterelnök sofőrjének sikerült elmenekülnie. Horia Sima, aki augusztusban illegálisan visszatért az országba, állítólag nőnek álcázva a közelben figyelte az eseményeket; más források szerint egy bizonyos Marin Stănculescu volt a megfigyelő. A sors iróniája, hogy Călinescu nem bízott a Cadillac biztonságában, és többször kérte Gavrilă Marinescut, hogy engedélyezze számára egy páncélozott autó használatát.
A merénylők egy másik csoportja, amely a közelben tartózkodott, fegyverrel arra kényszerítette egy arra haladó teherautó sofőrjét, hogy vigye őket a rádió épületéhez. Berontva az épületbe, megszakították a rádió zenekarának klasszikus zenei műsorát, és bejelentették, hogy megölték a miniszterelnököt. Az adás ezután megszakadt. A merénylők nem menekültek el, hanem megadták magukat a rendőröknek.

## Utóélete
A gyilkosságról beszámoló források többsége a német média kivételével részletesen kitért a merénylők német támogatására. A német források szerint a gyilkosság hátterében Lengyelország és Nagy-Britannia állt, akik így próbáltak nyomást gyakorolni Romániára, hogy adja fel semlegességét.
A kormány vezetését ideiglenesen Gheorghe Argeşanu tábornok vette át, aki – a király parancsára – kemény megtorlást indított a Vasgárda ellen. A merénylőket a gyilkosság helyszínén agyonlőtték, és holttestüket napokon át ott hagyták. A helyszínen egy plakátot állítottak fel De acum înainte, aceasta va fi soarta trădătorilor de țară [Mostantól kezdve ez lesz a hazaárulók sorsa] felirattal. Több bukaresti középiskola diákjait kötelezték a helyszín megtekintésére (abban a hitben, hogy ez visszatartja őket a gárdához való csatlakozásról). Az országban több helyen tömegesen végeztek ki vasgárdistákat; egyeseket távírópóznára akasztottak fel, egy csoportot Ion G. Duca (szintén a vasgárdisták által meggyilkolt miniszterelnök) szobra előtt lőttek le Ploieștiben. Összességében a Vasgárda több mint háromszáz tagját végezték ki; a kivégzettek között állítólag akadtak olyanok is, akiknek semmi köze nem volt a Vasgárdához. A kivégzéseket elrendelő II. Károly király naplójában elismerte, hogy a megtorlás szörnyű és törvénytelen volt, amit azonban meg kellett tenni az ország nyugalma érdekében.
Egy év múlva a Vasgárda visszavágott a megtorlásokért. A nemzeti legionárius állam, azaz a Vasgárda kormánya idején Marinescut és Argeșanut más politikusokkal együtt kivégezték a jilavai börtönben, az 1940. november 26-i jilavai mészárlás során. Ugyanekkor a Călinescu család Curtea de Argeș-i kriptáját felrobbantották, és a miniszterelnök bronz mellszobrát, amely a felavatásra várt, láncra kötötték és úgy hurcolták végig Pitești utcáin.

## Fordítás
- Ez a szócikk részben vagy egészben  az   Assassination of Armand Călinescu című angol Wikipédia-szócikk ezen változatának fordításán alapul.  Az eredeti cikk szerkesztőit annak laptörténete sorolja fel. Ez a jelzés csupán a megfogalmazás eredetét és a szerzői jogokat jelzi, nem szolgál a cikkben szereplő információk forrásmegjelöléseként.